# Henri de La Tour (évêque de Clermont)
Henri de La Tour était un religieux du Moyen Âge tardif qui fut évêque de Clermont au XVe siècle.

## Biographie
Henri de la Tour était issu de la puissante maison de La Tour-d'Auvergne. Il fut d’abord chanoine de Clermont puis archidiacre de Paris en 1375. L’année suivante il devint évêque de Clermont et prêta serment de fidélité au roi. En 1387 ce sont les citoyens de Clermont qui lui prêtèrent fidélité.
En 1385, 1392 et 1393 il assista aux États des trois ordres tenus à Clermont au sujet de la guerre entre le royaume d'Angleterre et le celui de  France.
En 1392 il obtint de Charles VI une aide pour l’Auvergne qui avait été ruinée par les conflits successifs.
On sait qu’il accorda des privilèges à la ville de Lezoux à la même époque. 
En 1410 il obtint un arrêt contre les consuls et les citoyens de Saint-Flour qui furent obligés de reconstruire le château d'Alleuze qu’ils avaient détruit et de payer à l’évêque une amende de 6000 livres. Il donna aux consuls de Montferrand le droit de contraindre les ecclésiastiques à assurer la surveillance de la cité et de contribuer à l’entretien, la restauration des fortifications et la paye des forces armées.
Il mourut le 7 mai 1415. 